# أسكجور (فزواطة)
أسكجور هي إحدى مشيخات المملكة المغربية، تتبع جغرافيا لإقليم زاكورة وإداريًا لفزواطة. يقدر عدد سكانها بـ 4811 نسمة حسب الإحصاء الرسمي للسكان والسكنى لسنة 2004.